# Ельгойбар
Ельгойбар (баск. Elgoibar (офіційна назва), ісп. Elgóibar) — муніципалітет в Іспанії, у складі автономної спільноти Країна Басків, у провінції Гіпускоа. Населення — 11 220 осіб (2009).
Муніципалітет розташований на відстані близько 330 км на північ від Мадрида, 36 км на захід від Сан-Себастьяна.
На території муніципалітету розташовані такі населені пункти: (дані про населення за 2009 рік)
- Альсола: 209 осіб
- Ельгойбар: 8121 особа
- Сан-Лоренсо: 66 осіб
- Сан-Мігель: 205 осіб
- Сан-Педро: 146 осіб
- Сан-Роке: 2473 особи

## Демографія
Динаміка населення (INE ):

## Уродженці
- Хуан Крус Соль (*1947 — †2020) — іспанський футболіст, захисник.

## Галерея зображень

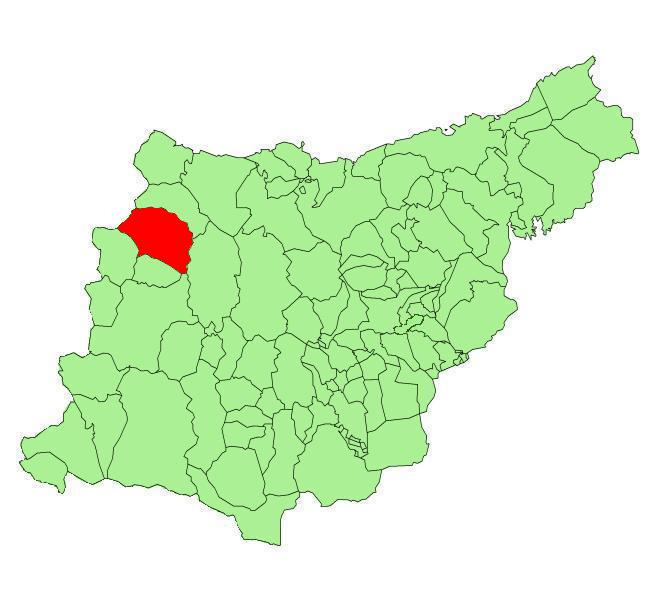
Розташування муніципалітету
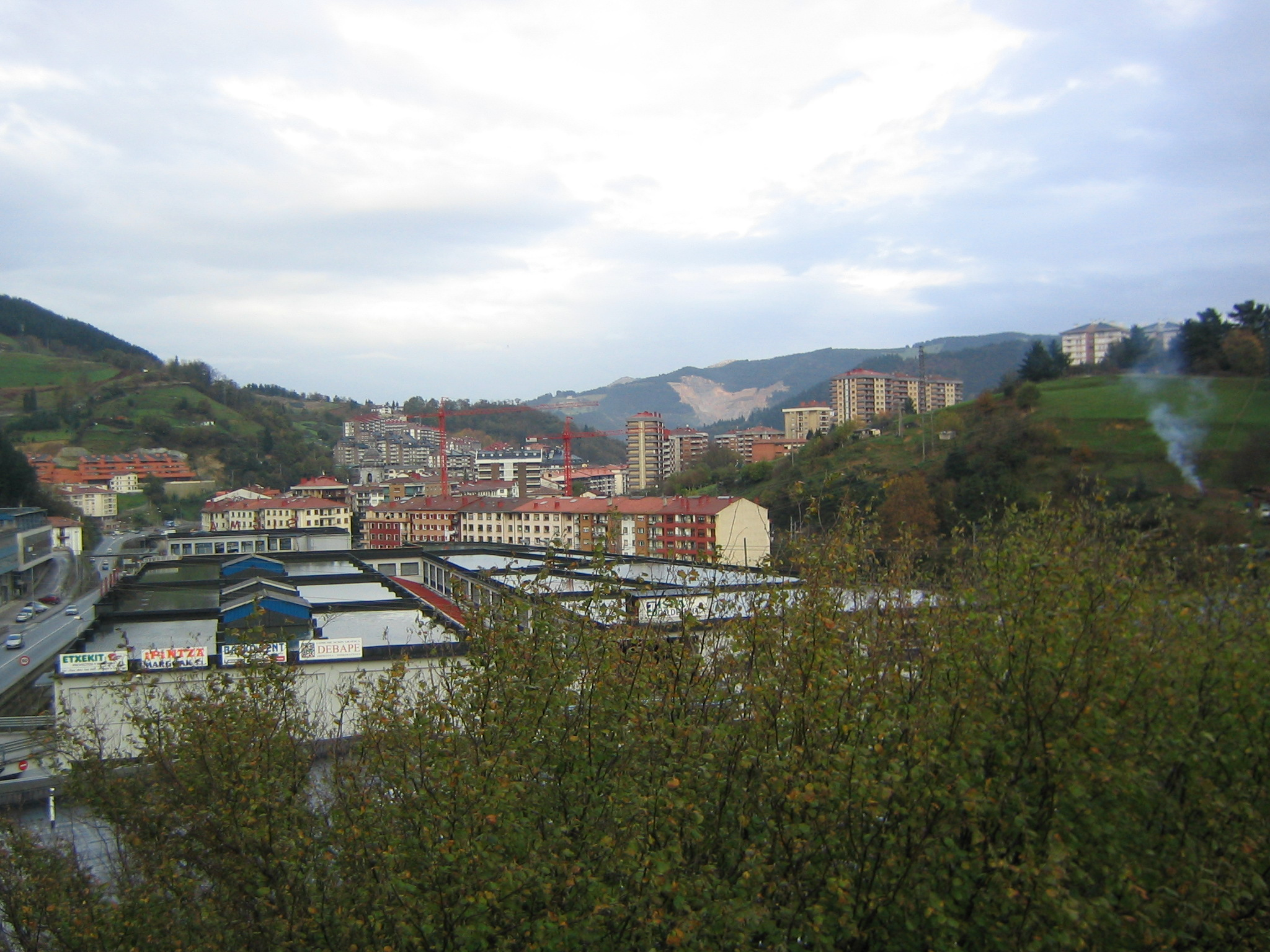
Ельгойбар
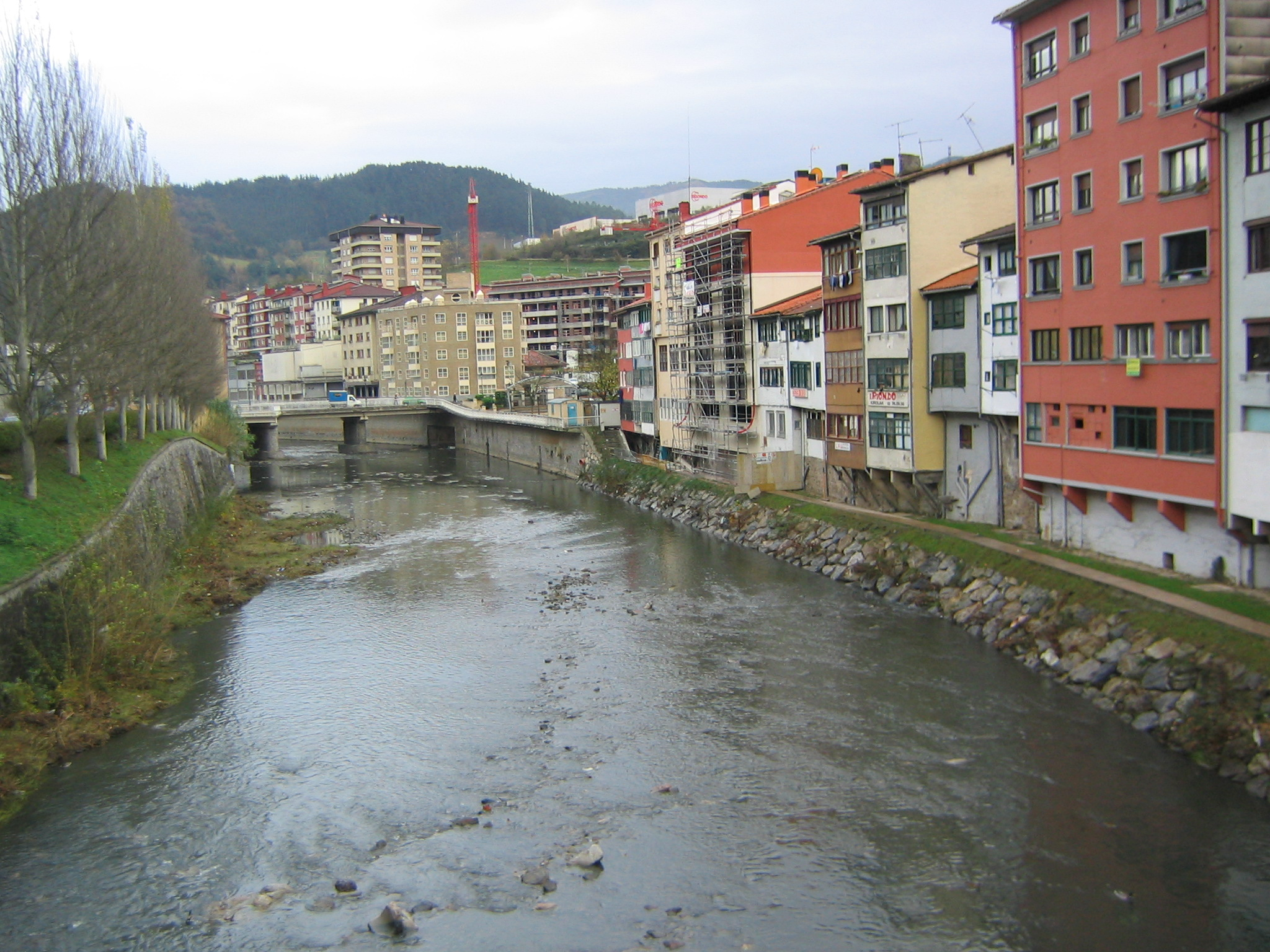
Річка Дева